# Kaarlo Kangasniemi
Kaarlo Olavi Kangasniemi (ur. 4 lutego 1941 w Kullaa) – fiński sztangista, Złoty medalista olimpijski, trzykrotny medalista mistrzostw świata i czterokrotny medalista mistrzostw Europy.

## Kariera
Startował w wadze lekkociężkiej (do 82,5 kg) oraz średniociężkiej (do 90 kg). Pierwszy sukces osiągnął w 1968 roku, zdobywając brązowy medal w wadze średniociężkiej na mistrzostwach Europy w Leningradzie. Parę miesięcy później wystartował na igrzyskach olimpijskich w Meksyku, gdzie w tej samej wadze zdobył złoty medal. Z wynikiem 517,5 kg ustanowił nowy rekord olimpijski i pokonał Jaana Taltsa z ZSRR i Polaka Marka Gołąba. Tym samym Fin został mistrzem świata. Zwycięstwo odniósł także na rozgrywanych rok później mistrzostwach świata w Warszawie, wyprzedzając Bo Johanssona ze Szwecji oraz Węgra Gézę Tótha.
Od 1971 roku występował w wadze lekkociężkiej, zdobywając między innymi srebrny medal na mistrzostwach świata w Limie. Rozdzielił tam na podium Borisa Pawłowa z ZSRR i Węgra Györgya Horvátha. Ponadto zdobył też złote medale podczas  ME w Warszawie (1969) i ME w Szombathely (1970) oraz brązowy na ME w Konstancy (1972). Kangasniemi startował także na igrzyskach olimpijskich w Tokio w 1964 roku i rozgrywanych osiem lat później igrzyskach w Monachium, zajmując odpowiednio siódme i szóste miejsce w wadze lekkociężkiej.
Pobił 16 oficjalnych rekordów globu.
Jego brat Kauko także był sztangistą.